# Dooierzak

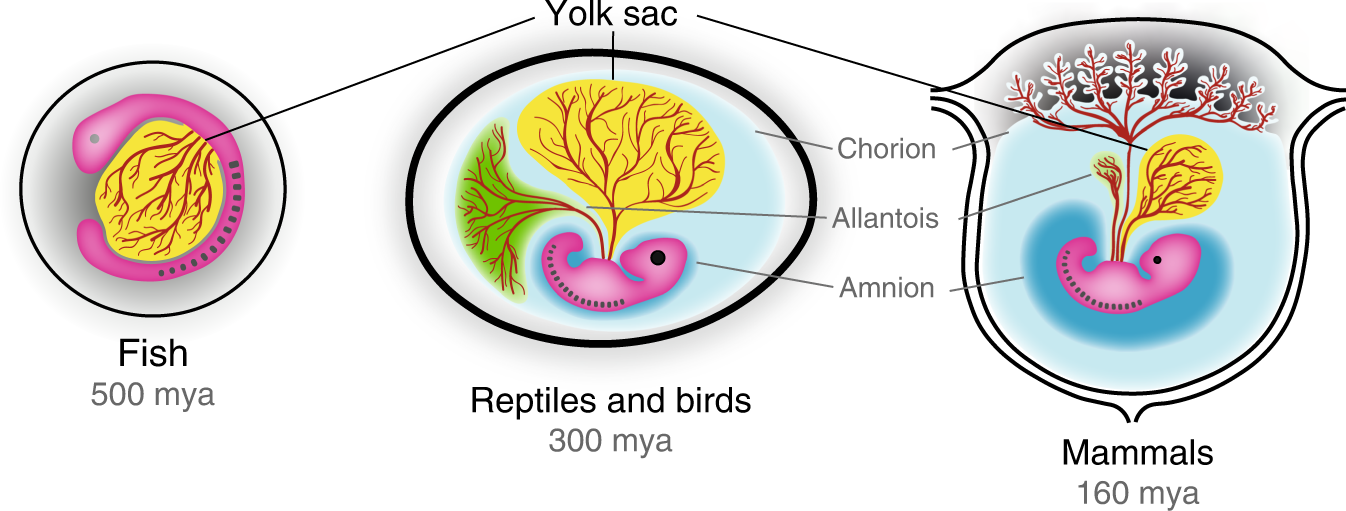
Dooierzakken ontstaan tijdens de evolutie. mya=miljoen jaar geleden.

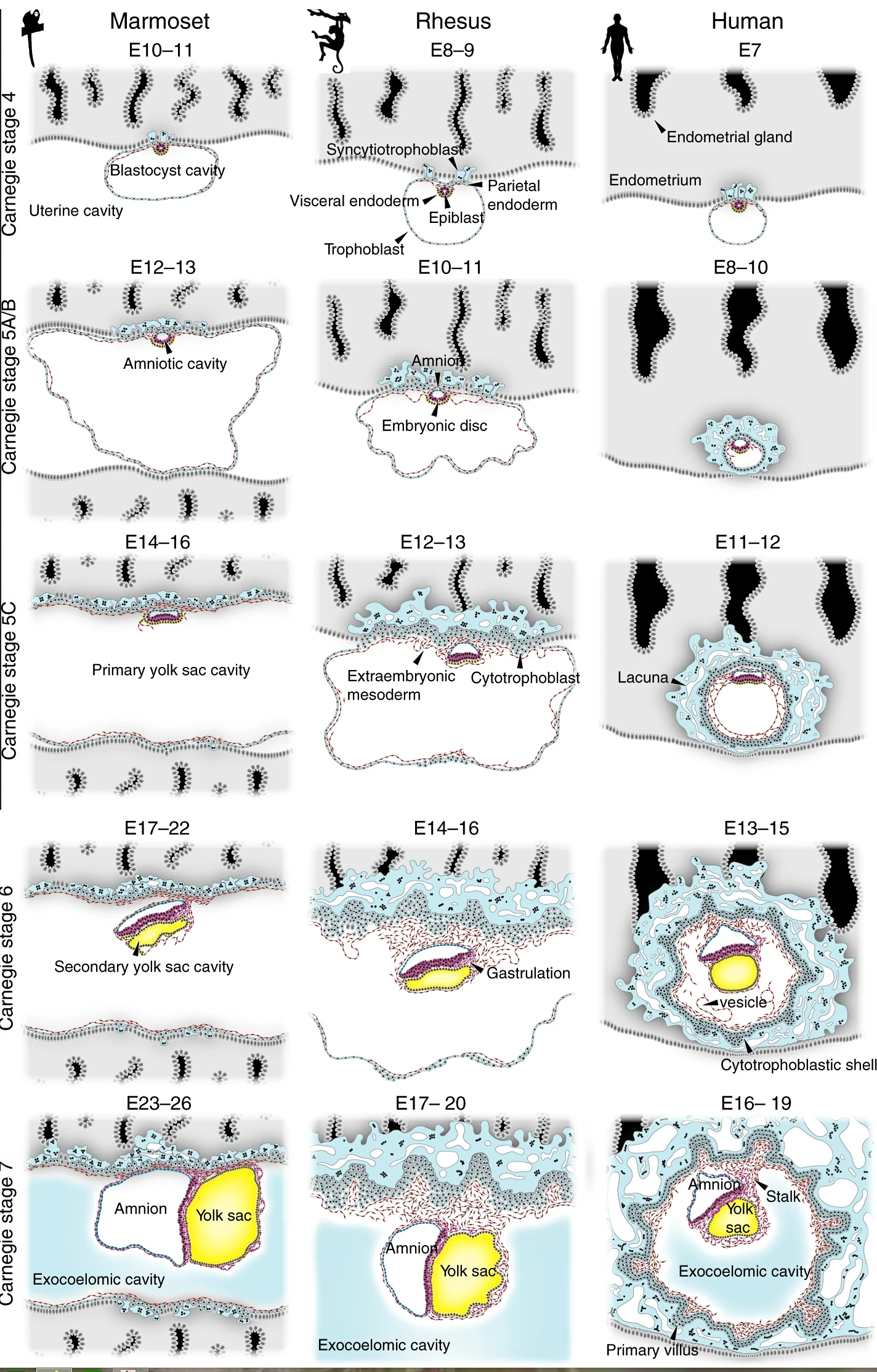
Embryonale stadia van gewoon penseelaapje, resusaap en mens worden voor elke soort weergegeven in het Carnegie-stadia en embryonale dagen (vanaf de bevruchting) (E). De secundaire dooierzak is geel gemarkeerd. De tekeningen zijn gebaseerd op representatieve histologische secties van gewoon penseelaapje, resusaap en menselijke embryo's.

De dooierzak (Latijn Saccus vitellinus) is een vliezige zak die vast zit aan het embryo. De dooierzak stamt af van onze aquatische voorouders en vertegenwoordigt het fylogenetisch oudste extra-embryonale weefsel. Amnion, chorion en allantois zijn uitvindingen van het amniotische ei, die vervolgens bij zoogdieren zijn aangepast om de embryonale ontwikkeling in de baarmoeder te ondersteunen.
De dooierzak zorgt voor een vroege eerste voedingsvoorraad voor beenvissen, haaien, reptielen, vogels en zoogdieren. Uit de wand van de dooierzak ontstaan zowel de kiembaancellen als de stamcellen voor de vorming van de rode bloedcellen. De dooierzak functioneert vanaf het moment dat de bloedsomloop van het embryo tot ontwikkeling komt. Als de placenta volledig gevormd is, neemt de placenta de functie van de dooierzak over. Bij mensen bereikt het een grootte van maximaal 5 mm en neemt het een deel van de stofwisselingsfunctie van de lever over voordat deze zich ontwikkelt. Een groot deel van de dooierzak wordt tijdens de vierde week van de embryonale ontwikkeling in de oerdarm opgenomen. Bij sommige zoogdieren (bijvoorbeeld paarden, honden, katten) vormt zich tijdelijk een echte dooierzak-placenta en blijft de dooierzak tot de geboorte als een kleine zak aanwezig.
De dooierzak wordt gevormd door cellen van de hypoblastlaag van de uit twee lagen bestaande kiemschijf.
Alle beenvissen, sommige haaien en roggen bezitten een dooierzak in een bepaalde fase van hun leven. Ovipare vissen behouden deze zak doorgaans nog tijdelijk wanneer ze net uit hun ei komen. De dooierzak vormt dan een eerste voedingsvoorraad. Pas wanneer deze volledig verteerd is, begint het visje naar ander voedsel te zoeken. Ovovivipare vissen hebben deze zak al volledig verteerd in de baarmoeder vooraleer ze geboren worden.

## Ontwikkeling van de dooierzak

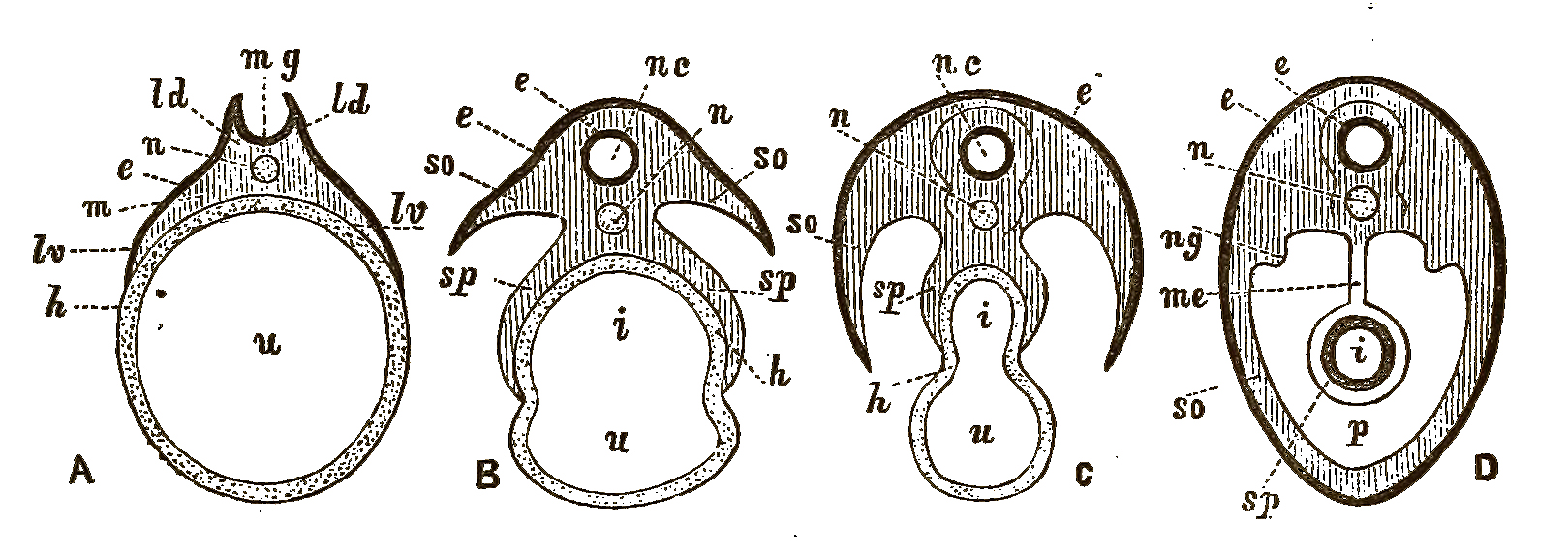
Invaginatie bij de kat. mg. neurale groef. e. Epiblast. m. Mesoblast. h. Hypoblast. ld. Laminae dorsales. ly, Laminae ventrales. m. Notochord. me. Neuraal kanaal. sp. Splanchnopleura. so. Somatopleura. i. Darm. (Archenteron) u. Navelblaasje. (dooierzak) ng. gonadale richels waaruit primitieve urine- en geslachtsklieren ontstaan. P. Peritoneale holte.

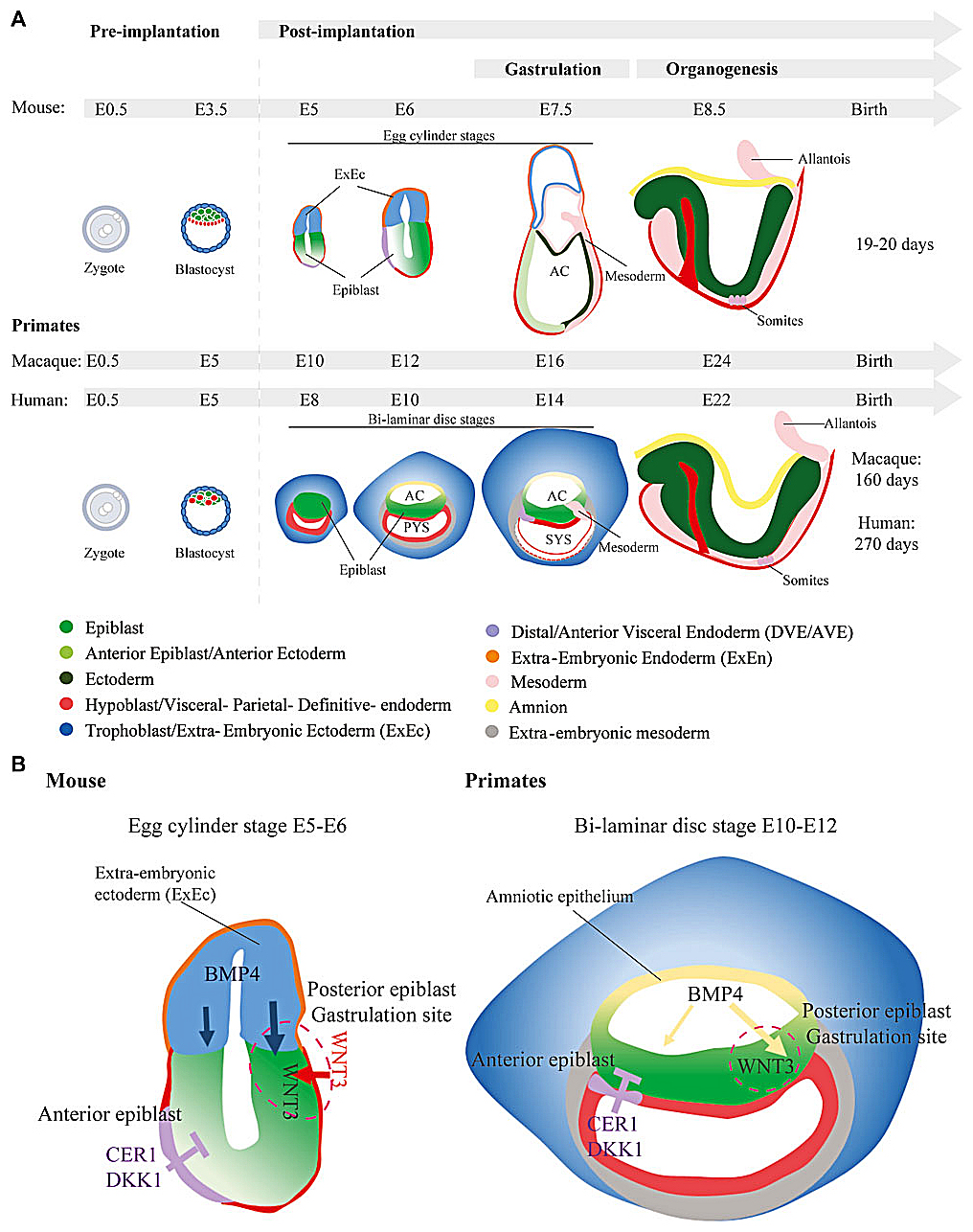
Primaire (PYS) en secundaire (SYS) dooierzak

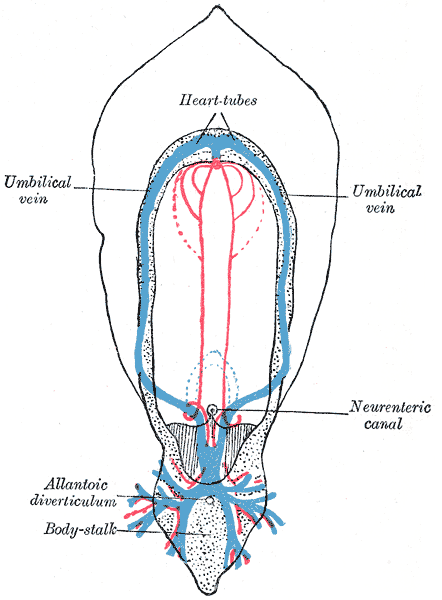
Diagram van de vasculaire kanalen in een menselijk embryo van de tweede week na de bevruchting. (Na Eternod.) De rode lijnen zijn de dorsale aortae die doorloopt in de navelstrengslagaders. De rode stippellijnen zijn de ventrale aortae en de blauwe stippellijnen de venae vitellinae.

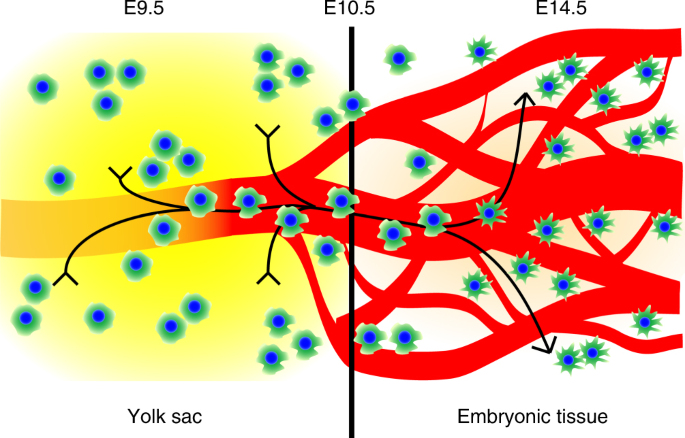
De dooierzak vormt macrofaag-voorlopers, die vervolgens naar het embryo migreren

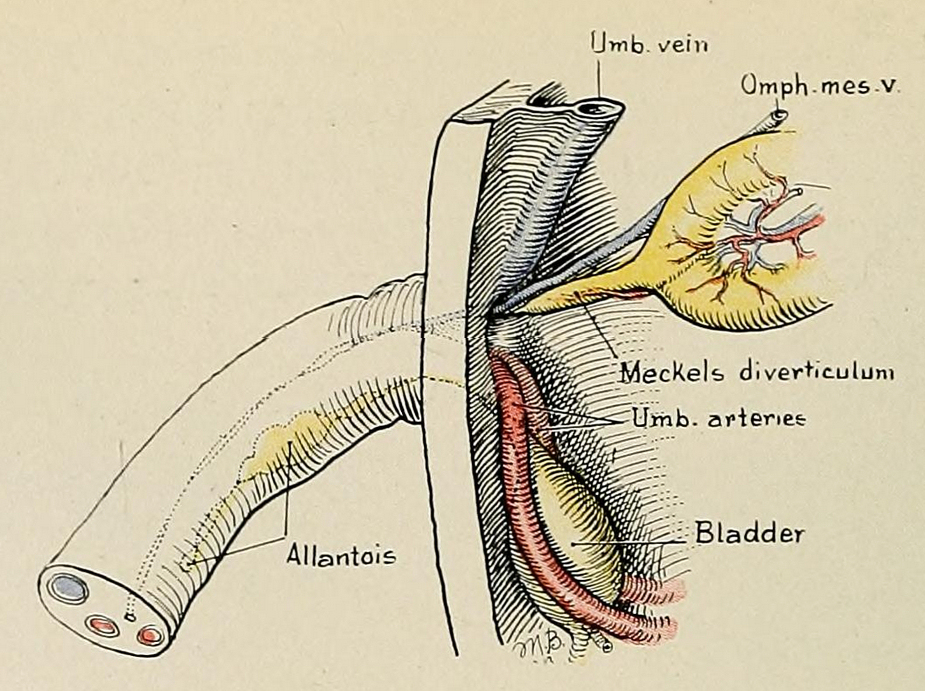
Het divertikel van Meckel op een deel van de dunne darm.

Net als het amnion is de dooierzak een foetaal membraan dat een holte omringt. De vorming van de dooierzak vindt plaats nadat het extra-embryonale mesoderm zich splitst, en het een dubbellaagse structuur wordt met van de hypoblast afgeleid endoderm aan de binnenkant en het mesoderm dat de buitenkant omringt. De dooierzak ontstaat uit de blastocoel. De dooierzak draagt in grote mate bij aan het embryo tijdens de vierde week van ontwikkeling (na bevruchting) en zorgt voor voeding, gasuitwisseling tussen de moeder en het zich ontwikkelende embryo en de vorming van bloed (hematopoëse). Ook worden primordiale kiembaancellen eerst aangetroffen in de wand van de dooierzak vóór de migratie van primordiale kiembaancellen. Na de vierde week van ontwikkeling wordt de groeiende kiemschijf veel groter dan de dooierzak en gaat de dooierzak uiteindelijk vóór de geboorte al terug naar de normale omvang (involute zich). De foetale pool zal verschijnen. In de vijfde week van de zwangerschap ontstaat de foetale pool als een verdikking van drie tot vijf mm rond de rand van de dooierzak. Als de placenta volledig gevormd is, neemt deze de functie van de dooierzak over. Een groot deel van de dooierzak wordt tijdens de vierde week vanaf de bevruchting van de embryonale ontwikkeling in de oerdarm (archenteron) opgenomen.
Bloed wordt door de primitieve aorta naar de wand van de dooierzak getransporteerd en na circulatie door een wijdmazig, capillair vlechtwerk wordt het door de vitelline-aders teruggevoerd naar het buisvormige hart van het embryo. Dit vormt de vitellinecirculatie.
Soms kan de dooierzak blijven bestaan als de dooiergang en een aangeboren uitzakking van het spijsverteringskanaal veroorzaken, het divertikel van Meckel genoemd.

### Verschillende stadia
- Primaire dooierzak is het blaasje dat zich in de tweede week vanaf de bevruchting ontwikkelt, de onderzijde is het membraan van Heuser en de bovenzijde de hypoblast. Het is ook bekend als de exocoelomische holte.
- Secundaire dooierzak: deze structuur wordt gevormd wanneer het extra-embryonale mesoderm zich scheidt om het extra-embryonale coeloom te vormen; cellen uit het mesoderm snoeren een deel van de dooierzak af,[4] en wat overblijft is de secundaire dooierzak.
- Dooiergang (ductus omphaloentericus) : tijdens de vierde week vanaf de bevruchting, tijdens de organogenese, wordt een deel van de dooierzak omgeven door endoderm en als oerdarm in het embryo opgenomen. Het overblijvende deel van de dooierzak heet de dooierzaksteel waarmee de dooierzak in het begin nog verbonden is met de oerdarm. Bij vogels maakt het een verbinding met de middendarm en wordt het de dunne darm. Bij zoogdieren wordt de dooierzaksteel na de geboorte afgesnoerd en blijft er alleen een litteken over.

## Vorming van macrofagen
De dooierzak vormt macrofaag-voorlopers, die vervolgens naar het embryo migreren. Ze worden vanaf 8,5 dagen (vanaf de bevruchting) via vasculaire routes naar embryonale organen vervoerd gedurende een beperkt tijdsbestek. Ze nemen zeer snel af tot 12,5 dagen na de bevruchting en zijn niet langer zichtbaar na 14,5 dag vanaf de bevruchting. Deze periode wordt gekenmerkt door een bolvormige celvorm. Samen met de progressieve rijping van macrofagen wordt een toenemende hoeveelheid dendrieten gevormd en verliezen macrofagen hun intravasculaire transportcapaciteit.

## Afbeeldingen

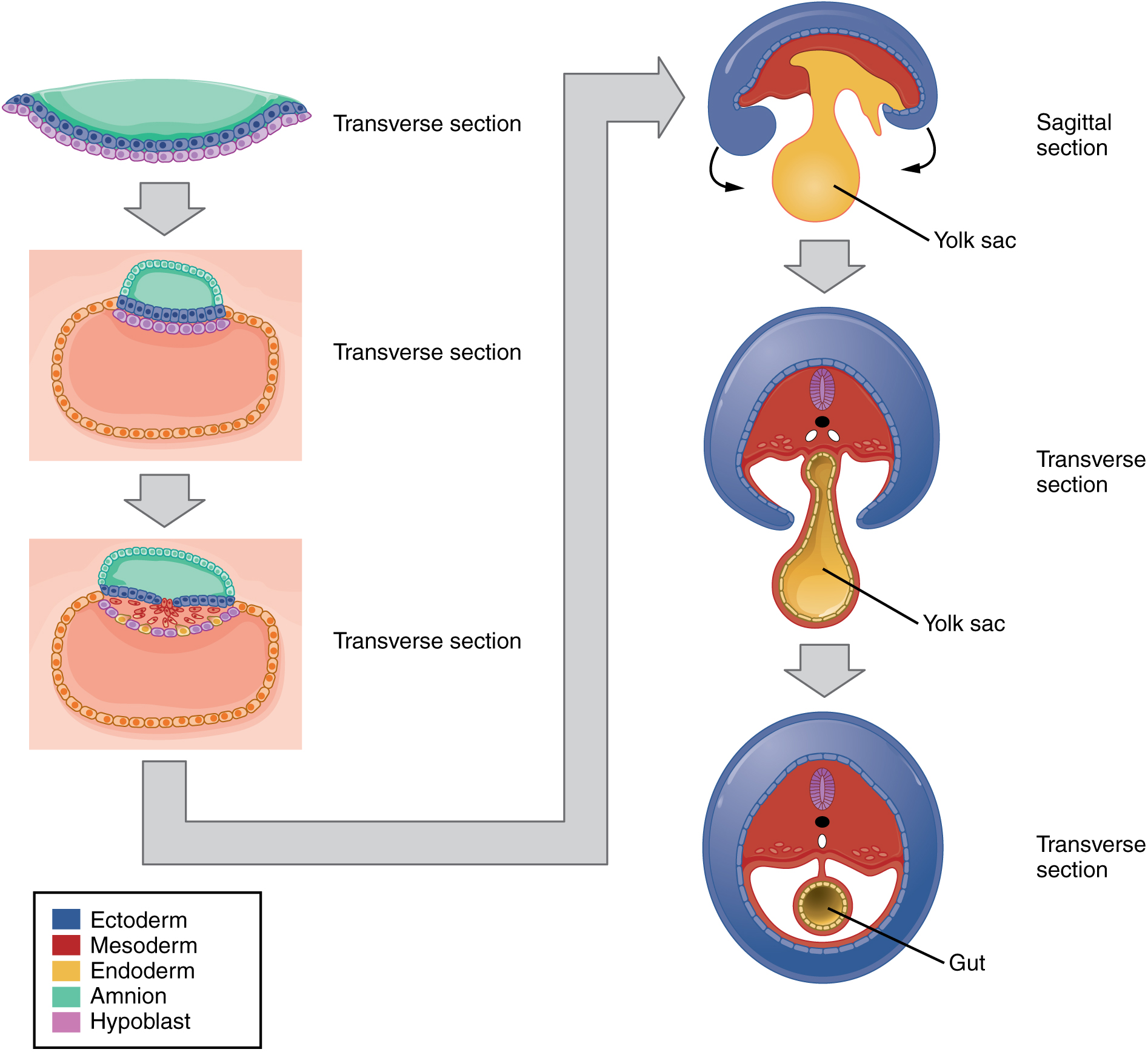
Invaginatie, Yolk sac=dooierzak, Gut=oerdarm
1 - vruchtzak of amnionholte, 2 - dooierzak, 3 - chorionholte
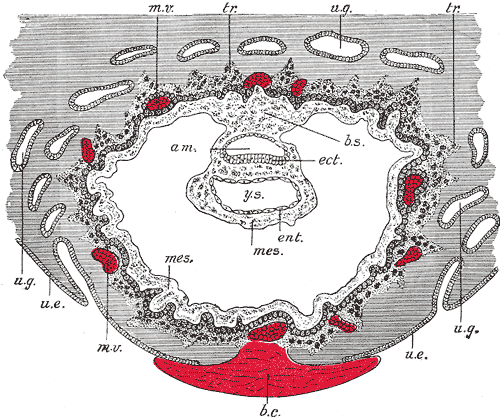
Doorsnede door ingenesteld embryo in de decidua, am. vruchtblaas (amnionholte), b.c. bloedprop, b.s. hechtsteel, ect. embryonaal ectoderm, ent. entoderm, me. mesoderm, m.v. bloedvaten van de moeder, tr. trofoblast, u.e. baarmoederepitheel, u.g. baarmoederklieren, y.s. dooierzak
De vroege vorming van de allantois en differentiatie van de hechtsteel. 1 vruchtzak of amnionholte, 2 hechtsteel, 3 allantoïs, 4 dooierzak, 5 chorion. Het chorion omhult de chorionholte.
Het latere stadium van de allantoische ontwikkeling en beginnende verkleining van de dooierzak. 1 hart, 2 vruchtzak of amnionholte, 3 foetale pool, 4 hechtsteel, 5 chorionvilli, 6 allantois, 7 dooierzak, 8 chorion. Het chorion omhult de chorionholte.
1 chorionvilli, 2 dooierzak, 3 navelstreng, 4 allantois, 5 hart, 6 spijsverteringskanaal, 7 embryo, 8 vruchtzak of amnionholte
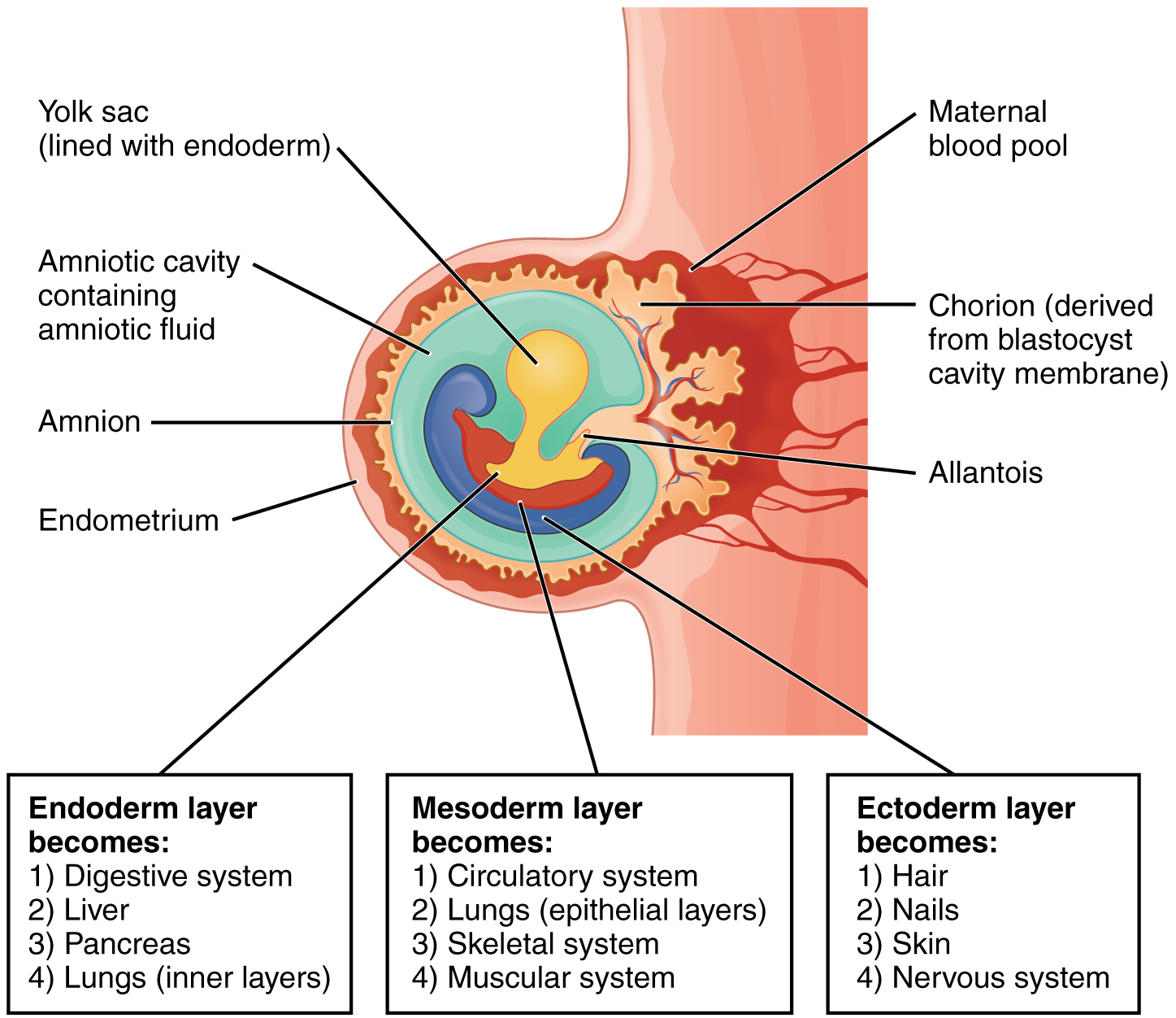
Embryo 3 weken oud (vanaf de bevruchting). yolk sac=dooierzak
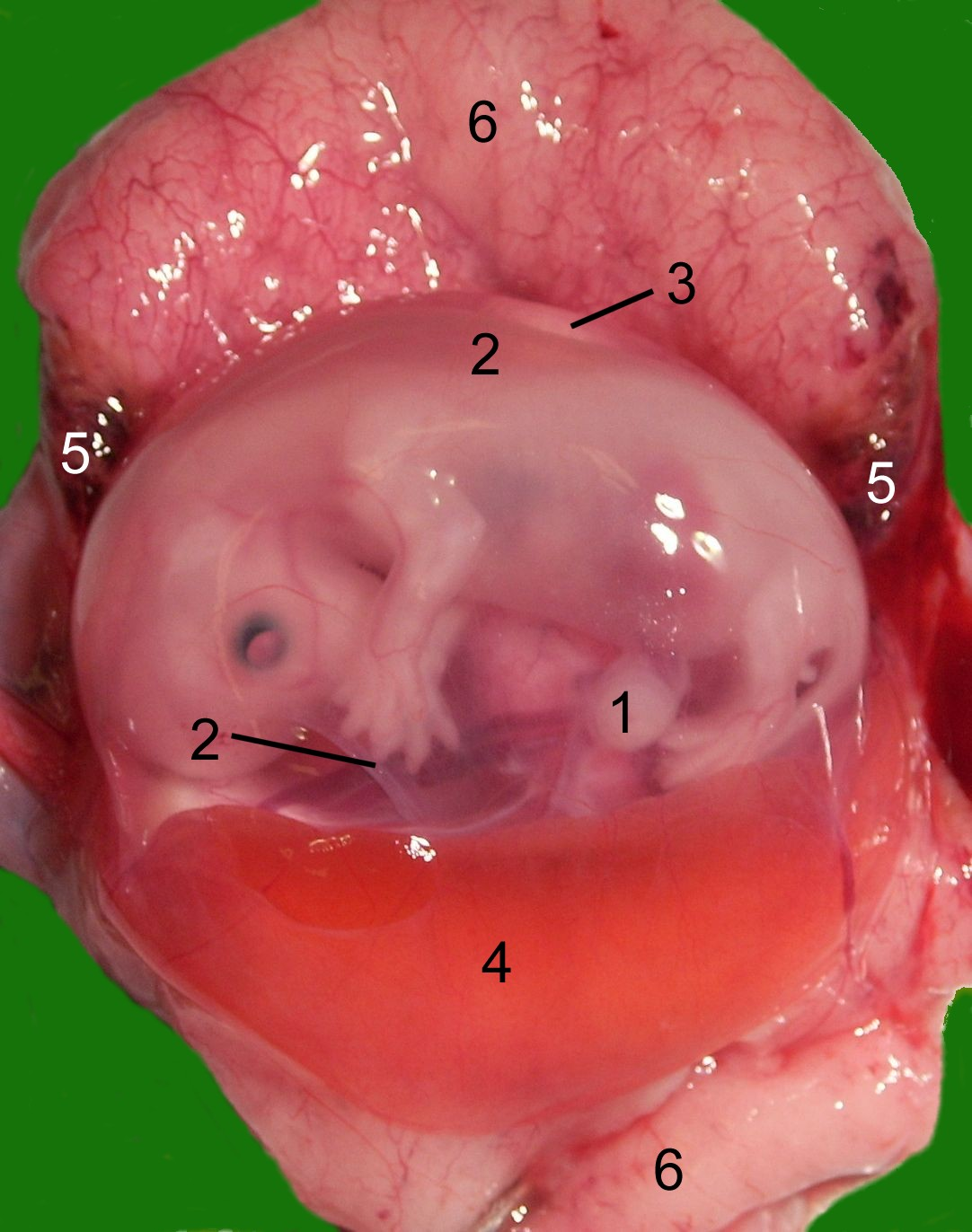
Geopende baarmoeder van een kat met een foetus halverwege de zwangerschap. 1. navel, 2. amnion, 3. allantois, 4. dooierzak, 5. hematoom, 6. het moederdeel van placenta.
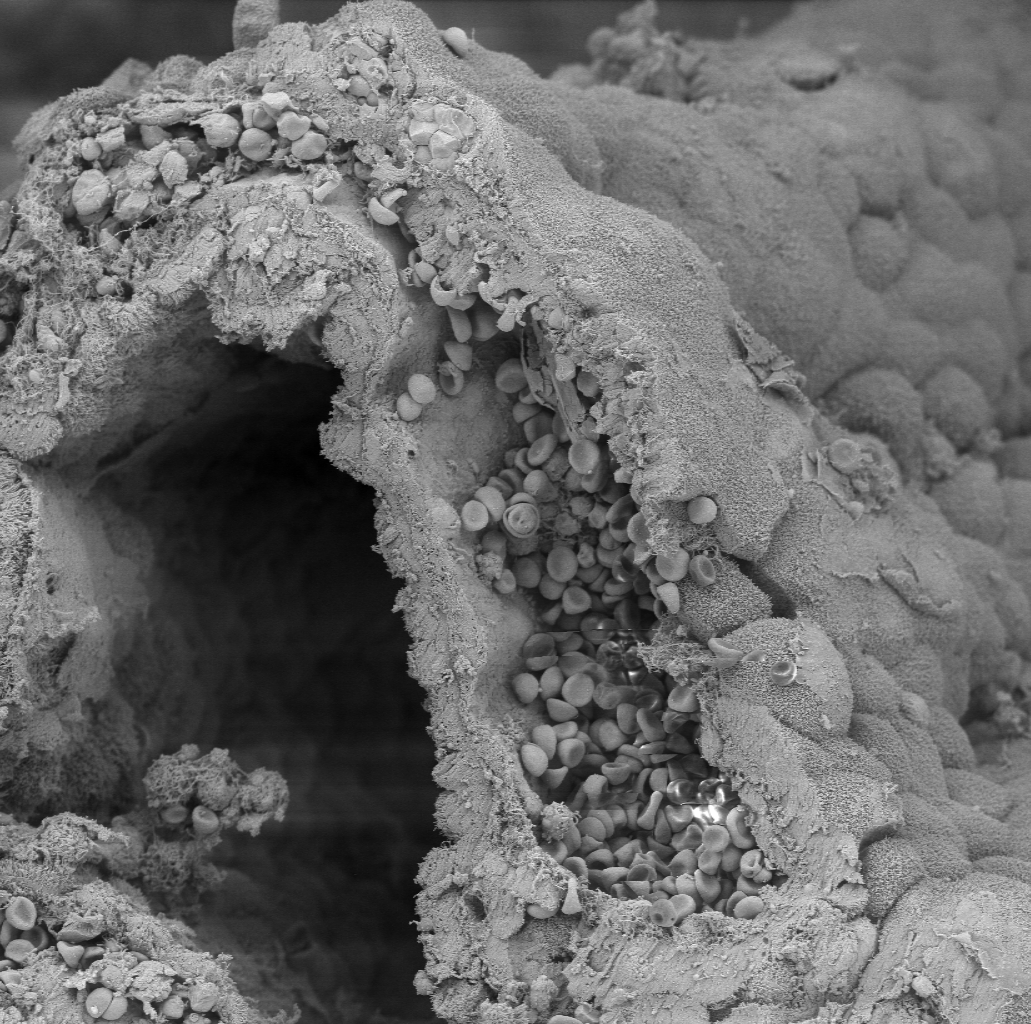
Dwarsdoorsnede door de dooierzak van een hond met talrijke bloedcellen in de wand. rasterelektronenmicroscoopische afbeelding
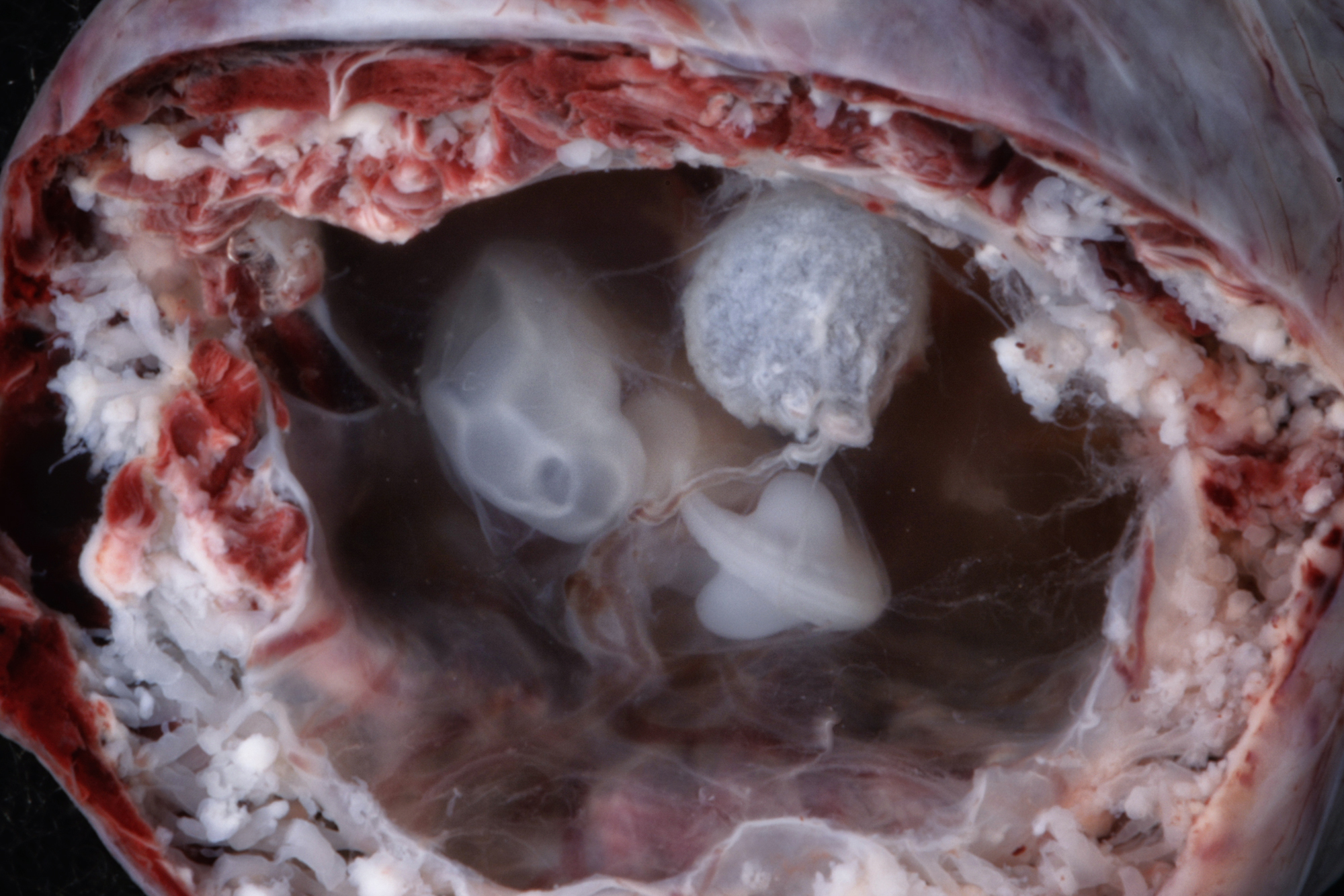
Embryo van 4-5 weken oud (na bevruchting) met dooierzak in eileider
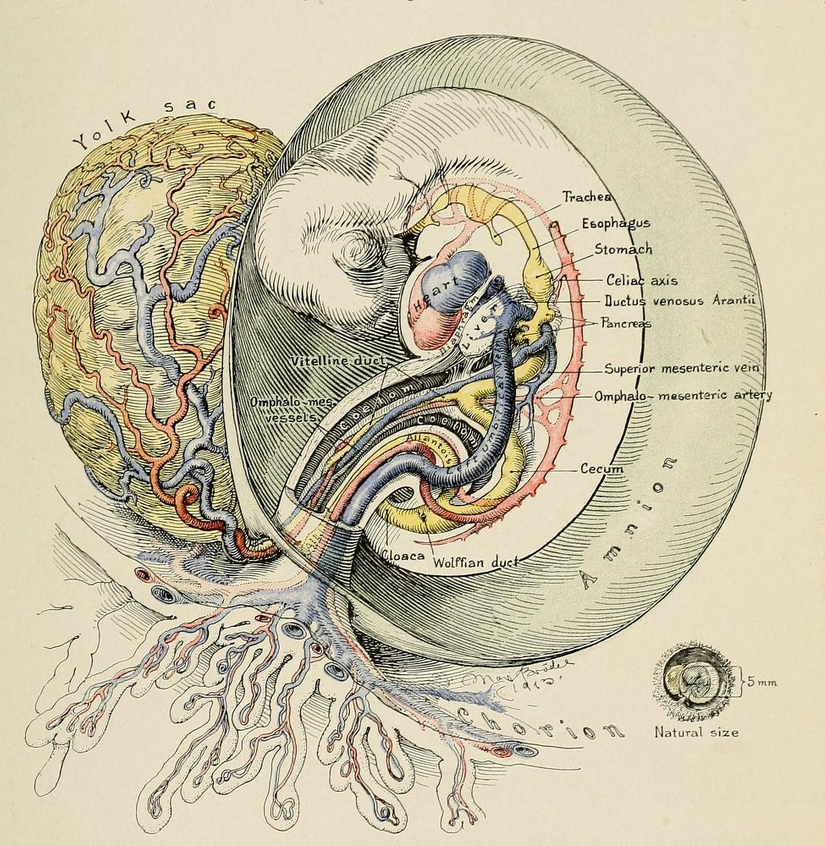
Embryo ongeveer 5 mm lang, yolk sac=dooierzak